# Фюрно (острови)
Фюрно (на английски: Furneaux Group) е архипелаг от 52 острова в югозападната част на Тасманово море, на източния вход на Басовия проток, на североизток от остров Тасмания, от който ги отделя широкият 25 km проток Банкс. Административно принадлежат към щата Тасмания. Площта им е 2010 km². Състоят се от 3 големи (Флиндърс, 1340 km², Кейп Барен, 465 km² и Кларк, 82 km²) и 49 малки острови и скали. Западните им брегове са скалисти, стръмни, а по източните изобилстват пясъчните плажове. Вътрешните им части са хълмисти и нископланински с максимална височина 777 m (на остров Флиндърс). Климатът е субтропичен, океански, с годишна сума на валежите 600 – 800 mm. Склоновете на ниските планини и възвишения са заети от евкалиптови гори, а крайбрежните равнини – от тревиста растителност и редки храсти. На базата на обширните тревисти пространства се развива овцевъдството. През 2006 г. населението на островите е наброявало 1145 души, като най-голямото селище е Уайтмарк, разположено на западния бряг на остров Флиндърс.
Островите Фюрно са открити през 1773 г. от Тобайас Фюрно – капитан на кораба „Адвенчър“ във втората експедиция на Джеймс Кук (1772 – 1775) и малко по-късно са наименувани в негова част.